# Matorral xerófilo de las islas Aldabra
El matorral xerófilo de las islas Aldabra es una ecorregión de la ecozona afrotropical, definida por WWF, constituida por el atolón de Aldabra y las islas vecinas, situadas en el océano Índico.
Esta ecorregión forma parte de la región denominada selvas húmedas de las Seychelles y las Mascareñas, incluida en la lista Global 200.

## Flora
Aldabra alberga unas 157 especies endémicas como la caña etc

## Fauna
Es un importante refugio para el cangrejo de los cocoteros (Birgus latro), así como para diversas especies de tortugas y aves marinas.

## Endemismos
La tortuga gigante de Aldabra (Aldabrachelys gigantea), es una especie nativa de este atolón y otras islas vecinas. 
Dos especies de paseriformes son endémicas del atolón de Aldabra:
- Drongo de Aldabra (Dicrurus aldabranus)
- Cantor de Aldabra (Nesillas aldabrana), descubierto en 1968 y prácticamente extinto.

También es endémica una subespecie del rascón de Cuvier (Dryolimnas cuvieri), Dryolimnas cuvieri aldabranus, que tiene la particularidad de que, a diferencia de los miembros de la especie que habitan en Madagascar, ha perdido la capacidad de volar.
El 20 % de las especies de plantas con flores de las islas son endémicas.

## Estado de conservación
Intacto y relativamente estable.

## Protección
En 1982, el atolón de Aldabra fue declarado Patrimonio de la Humanidad por la Unesco.